# Nick Grinde
Nick Grindé (12 ianuarie 1893 – 19 iunie 1979) a fost un regizor american și scenarist. A regizat 57 de filme între 1928 - 1945.

## Biografie și carieră
S-a născut în Madison, Wisconsin.  Grinde a absolvit Universitatea din Wisconsin. Mai târziu s-a mutat la New York și a lucrat în Vaudeville. A ajuns scenarist de film și regizor la Hollywood la sfârșitul anilor 1920. Ca regizor, este considerat ca fiind unul dintre primii specialiști americani de filme B. A regizat filme notabile ca The Man they Could Not Hang cu Boris Karloff și Ronald Reagan ca debutanți în filme artistice: Love is on the Air (1937). Ca scenarist, este menționat ca co-autor al filmului cu Stan și Bran Babes in Toyland (Marșul soldățeilor de lemn, 1934).
De-a lungul carierei sale, Grinde a fost un scriitor popular de povestiri scurte și articole, de obicei despre lumea show-business-ului și despre cea cinematografică de la începuturile Hollywoodului. Exemple notabile: "Pictures for Peanuts" (Saturday Evening Post, 29 decembrie 1945) sau "Where's Vaudeville At?" (Saturday Evening Post, 11 ianuarie 1930). 
Grinde a decedat în Los Angeles, California în 1979 la 86 de ani. La mijlocul anilor 1930, el a fost căsătorit cu actrița Marie Wilson. Mai târziu, s-a căsătorit cu actrița coreeano-americană Hazel Shon. 

## Filmografie selectivă
- 1960 The Divorcee (scenarist)
- 1930 Good News
- 1931 This Modern Age
- 1933 Menu
- 1934 Marșul soldățeilor de lemn (Babes in Toyland), (scenarist), cu Laurel and Hardy
- 1935 How to Sleep
- 1935 Ladies Crave Excitement
- 1937 Love Is on the Air
- 1939 Million Dollar Legs
- 1939 The Man They Could Not Hang
- 1940 The Man with Nine Lives
- 1940 Before I Hang
- 1940 Femeia osândită (Convicted Woman)
- 1942 Hitler - Dead or Alive